# Osaka Expo ’70 Stadion
Das Osaka Expo ’70 Stadion (jap. 万博記念競技場, Bampaku kinen kyōgijō, „Expo-Gedenkstadion“) ist ein Fußballstadion mit Leichtathletikanlage in der japanischen Stadt Suita. Es bietet Platz für 21.000 Zuschauer und diente dem Verein Gamba Osaka von 1980 bis 2016 als Spielstätte.

## Geschichte

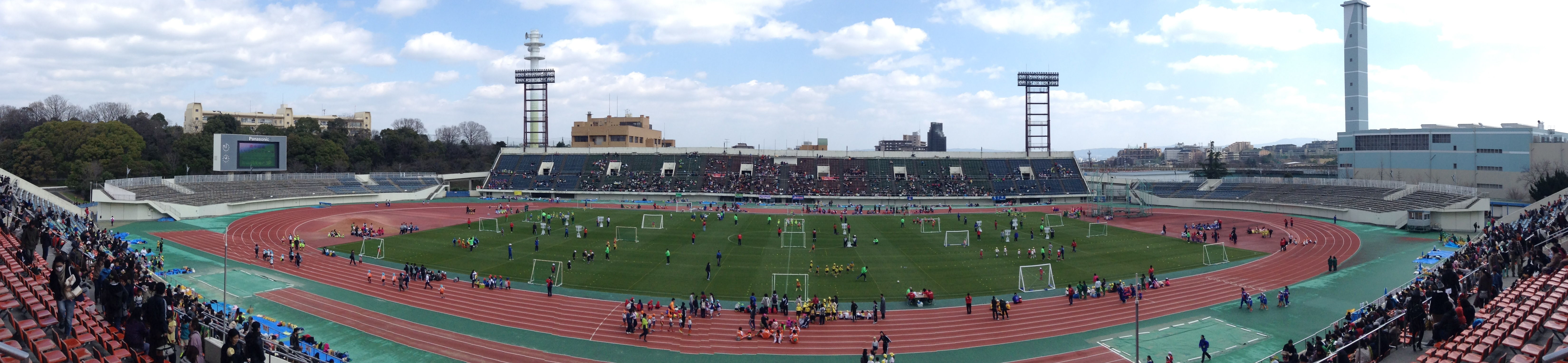
Blick ins Stadion

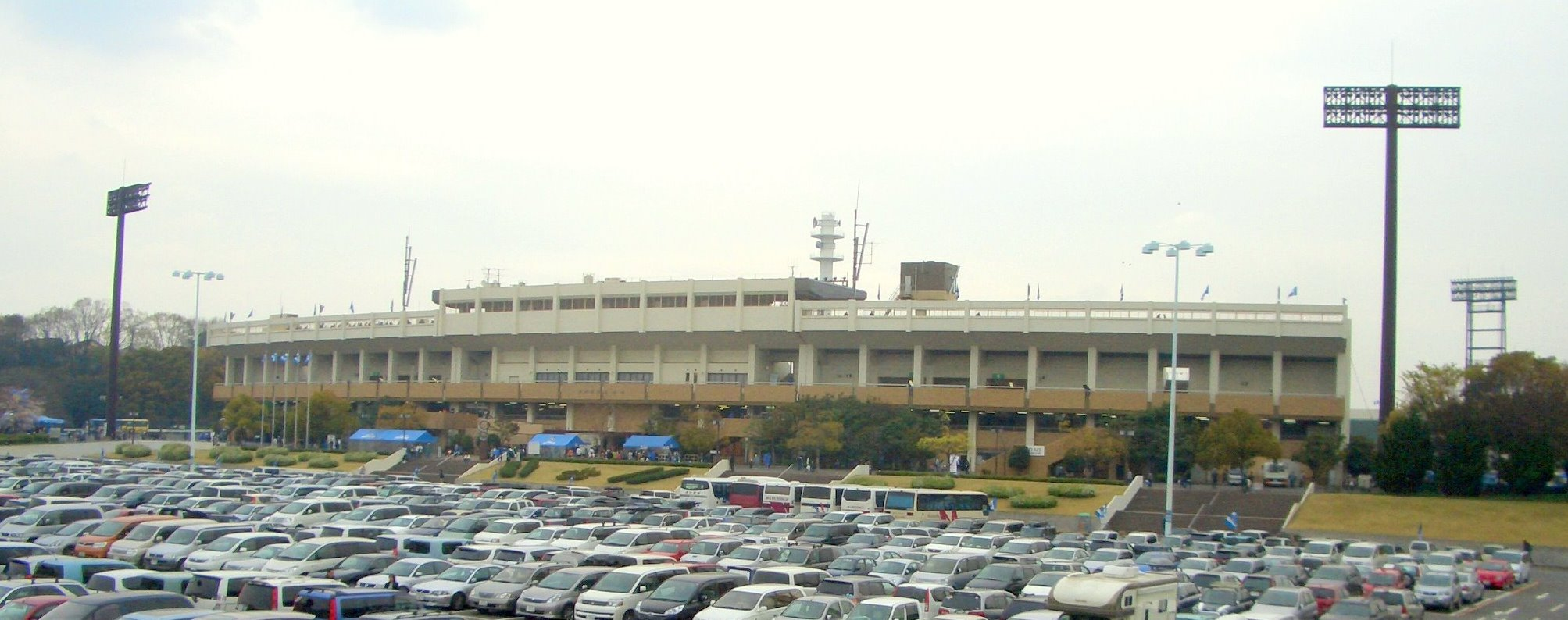
Außenansicht des Stadions

Das Osaka Expo ’70 Stadion in Suita, einer japanischen Stadt in der Präfektur Osaka, wurde zwischen 1970 und 1972 erbaut. Zweck des Baus war die bevorstehende Weltausstellung, die Expo ’70, die Suita sich als erste Stadt in Japan sichern konnte. Dafür sollte das Stadion als Ort von Ausstellungen aus dem Bereich des Sports dienen. Acht Jahre nach der Weltausstellung begann man auch, das Stadion regelmäßig für Fußballspiele zu nutzen. Seit 1980 trägt der örtliche Verein Gamba Osaka seine Heimspiele im Osaka Expo ’70 Stadion aus. Der Verein, bei dem unter anderem Junichi Inamoto und Tsuneyasu Miyamoto als Spieler sowie der deutsche Vizeweltmeister von 1966, Sigfried Held, als Trainer, wurde in seiner Geschichte bereits einmal japanischer Fußballmeister, und zwar im Jahre 2005. Zudem gewann man einmal den Kaiserpokal, den nationalen Pokalwettbewerb Japans. Auch international konnte Gamba auf sich aufmerksam machen. So gewann der Verein einmal den Queen’s Cup und erreichte einmal das Endspiel um den A3 Nissan Champions Cup. Der wohl größte Erfolg von Gamba Osaka ist der Gewinn der AFC Champions League im Jahre 2008.
Das Osaka Expo ’70 Stadion bietet heute Platz für 21.000 Zuschauer. Bisher wurden dem Stadion dreimal Renovierungsarbeiten unterzogen. In den Jahren 1993, 1996 und 2006 fanden jeweils kleinere Änderungen am Stadion statt.
Gamba Osaka ist im Frühjahr 2016 zur neuen Saison der J1 League in das neugebaute Suita City Football Stadium umgezogen. Das reine Fußballstadion bietet 40.000 Sitzplätze und kostete rund 14 Milliarden ¥ (ca. 106 Mio. €).